# Барвинка (річка)
Барвинка — річка в Миколаївському районі Львівської області, ліва притока Іловця (басейн Дністра).

## Опис
Довжина річки приблизно 6  км. Висота витоку над рівнем моря — 391 м, висота гирла —357 м, падіння річки — 34 м, похил річки — 5,67 м/км. Формується з багатьох безіменних струмків та 1 водойми.

## Розташування
Бере початок у лісовому масиві на південно-західній стороні від села Березина. Тече переважно на південний схід через вершину Недзьведзь та урочище Бабичеві Гори. На західній стороні від села Бориничі впадає в річку Іловець, ліву притоку Дністра.